# الأوروغواي في الألعاب الأولمبية
أورغواي في الألعاب الأولمبية تقوم اللجنة الأولمبية الأورغوايانية بالإشراف في شؤون مشاركة الأوروغواي في الألعاب الأولمبية، شاركت أورغواي أول مرة في الألعاب الأولمبية في دورة 1924 في باريس في فرنسا، فازت أوروغواي حتى الآن في مشوارها في الألعاب الأولمبية الصيفية بمجموع 10 ميداليات في الألعاب الأولمبية الصيفية منها 2 ذهبية في كرة القدم و2 فضية و6 برونزية، وأكثر الرياضات التي تنافس فيها كرة القدم.